# Kagami
Pour les articles homonymes, voir Kagami (homonymie).
Le kagami (鏡) est un miroir bouclier en bronze, généralement rond avec une face polie et une face décorée autour d'un bouton central percé d'un trou qui permettait de passer un cordon pour l'attacher. Il semblerait avoir cumulé plusieurs significations et n'aurait pas eu une simple utilisation familière. On en a notamment trouvé dans les kofun.